# 碧霞宮 (宜蘭市)
24°45′35″N 121°45′04″E / 24.759585°N 121.751122°E
碧霞宮，又稱武穆聖王廟，是位於臺灣宜蘭縣宜蘭市中山里的岳飛廟，獲臺灣總督府、中華民國政府重視並舉辦祭典，為宜蘭第一座縣定古蹟，亦為全國第一座縣定古蹟。

## 歷史沿革

### 清治時期
宜蘭在晚清時期，盛行鸞堂，並與書院或文昌信仰結合。地方士紳楊士芳便參與宜蘭不少鸞堂的創立和營運。

### 日治時期

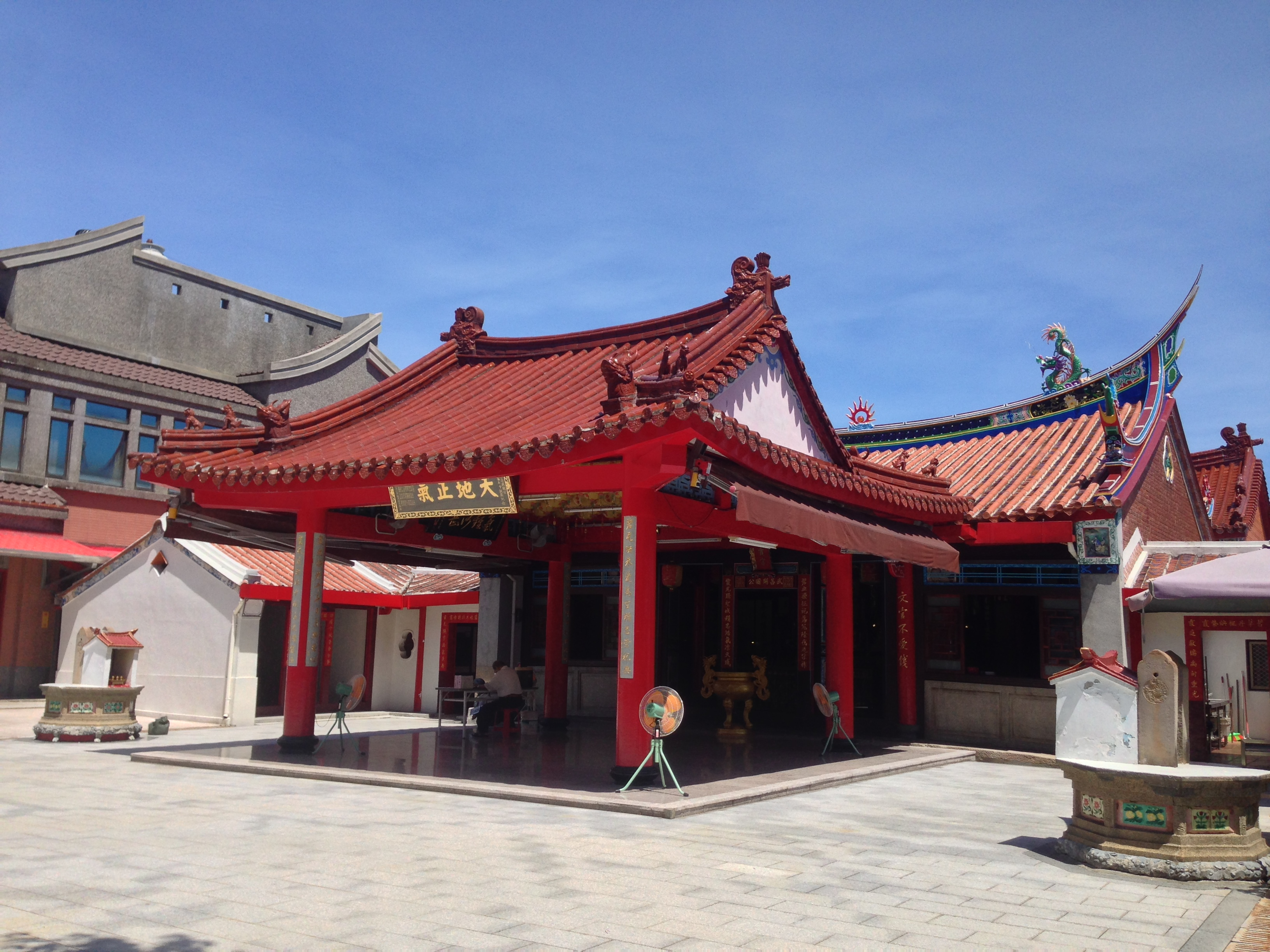
拜亭

1896年，擔任宜蘭支廳參事的楊士芳、李望洋建立此廟。管理人方坤邕表示，玉皇大帝回答本想返回中國內地的楊士芳，說所住地即漢土，不必離去，要派岳王爺為後盾。廟地由楊士芳向李鳥鼠購買，今廟址為城隍街52號。
碧霞宮平面略呈「H」型，中央為正殿跟拜殿，正殿面寬三開間、進深15架，兩側建有護龍。明間前檐牆為三關六扇門，左右次間下為洗石子磚牆、上置木窗。廟方還設立勸善局，宣講善書；並設樂施社作為從事施藥、施棺、助學、濟急等社會福利。
廟方的建廟榜文如此寫道：「維甲午乙未之交，海疆多事四境不寧，且庸臣誤國，至鼙鼓東來，台島鼎沸，今割地易歲，桑梓晦冥，台境官宦紳民相踵歸籍，避之於閩或粵，然而一介書生，赤手空拳，對君國蒼生又有何益耶？況逃避遠離並非長久之計，蓋一則慚對國家君上，再者無補於鄉梓家園，且棄祖宗墳墓於不顧，亦非我輩讀書人所應為之事矣，……，于今倉猝之變，自不應賦詩憑弔，或抑鬱無聊，甚者排徊觀望，眷戀俸祿，坐昧邀寵，而忽視氣節為何物也，是固愚等乃祈奉精忠武穆岳夫子堂廟一所，宣講武穆忠孝節義，警頑立廉，使四方之士，於詩詞文章之外，得知浩然正氣介乎於忠孝節義之上，國家興亡繫乎於士紳庶民之間………。」
當時的宜蘭廳廳長西鄉菊次郎也特別奉獻籤詩，並具名敬刊。大正年間，廟中亦可見到書寫明治年號的匾額，還收藏日本官員捐獻的香爐。殿內木料本為福州杉，1919年修建時改為烏心石。

### 戰後時期

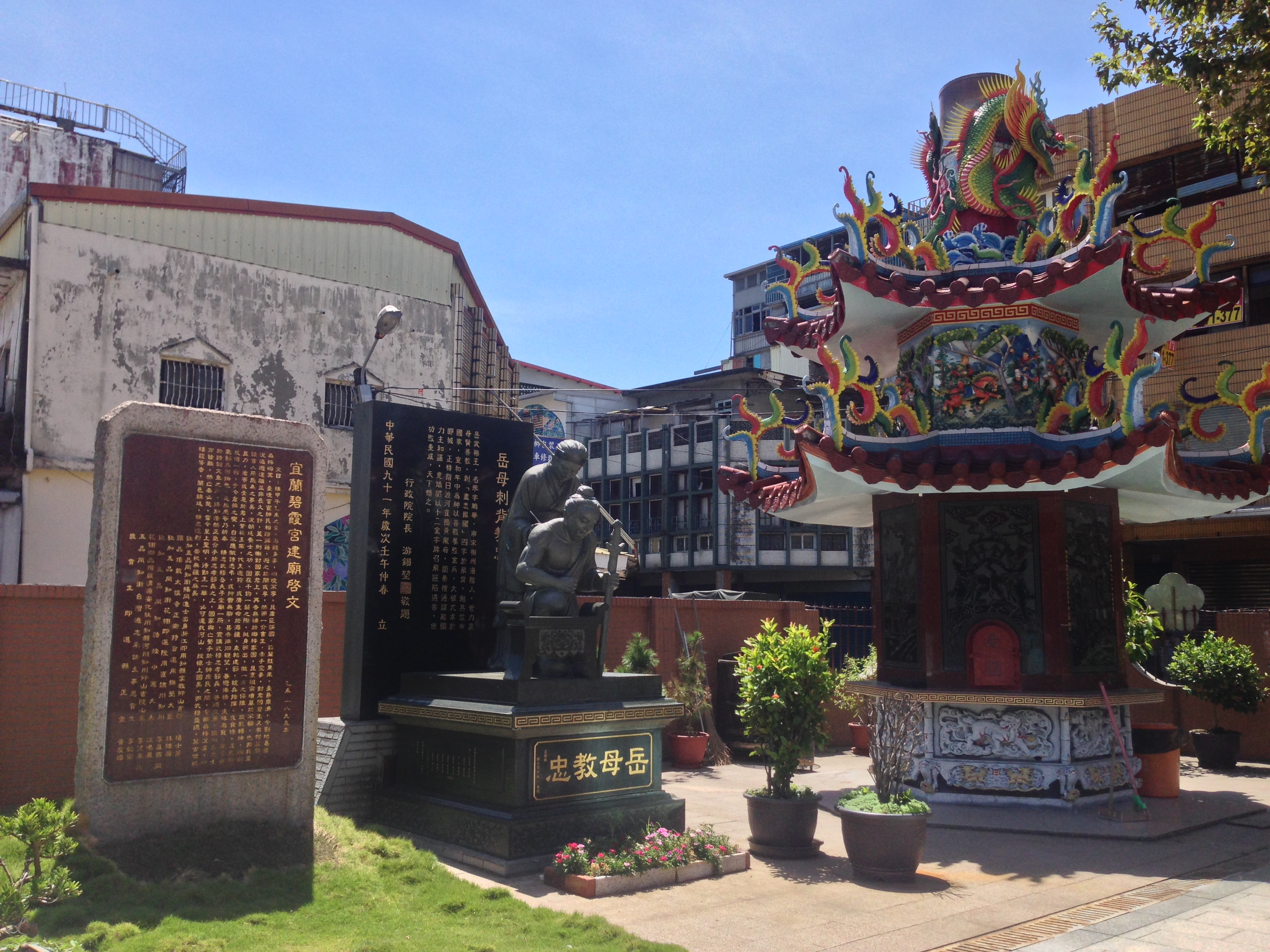
岳母刺字銅像

廟內的日本政府遺留物被抹除，廟方對該廟歷史的論述也強調其創建時的反日性質。方坤邕表示此廟是當時反日抗日的精神中心。廟主委李肇基講，當年地方士紳暗地研商如何保留固有傳統倫理，便在現址建廟，為遮掩日本人耳目，以「碧血丹心望曉霞」之意取名為「碧霞宮」。廟主委林向榮也是講此說，及說只能偷祭武穆王。方坤邕除解釋此廟名稱是乩童所唸出，還說岳王爺神像背後放了黃色的台灣地圖，因當時日本的地圖把日本和台灣都塗紅，而把中國大陸畫成黃色，所以用塞地圖表示台灣絕對是大漢民族的地方。建廟啟文碑則改為1895年。也有報導說廟方在日治時期被迫從「岳武穆王廟」改名為「碧霞宮」，戰後才恢復祭祀。
拜殿及山門均於1961年重修時改為鋼筋混凝土造而失原貌，例如本為單開間、馬背脊的入口門屋，重建時改為三開間四柱式之山門。1963年重修時，屋頂本為紅瓦置換為硫璃瓦。
游錫堃當選縣長後，欲推動碧霞宮列為第一座縣定古蹟，但該廟許多委員反彈很大，當時他要選連任，還是全力推動列為古蹟。1996年，碧霞宮後方土地由宜蘭縣府徵收，設置楊士芳紀念林園。由於《文化資產保存法》業經立法院修正，縣府可指定三級古蹟，縣府依此在1997年7月19日邀請多位學者專家踏勘碧霞宮，會議決定廟主體建築，包括兩側廂房都列為指定保存，廟前左右各一座的拜亭與旗杆座，都併入保存範圍。同年9月30日，縣府民政局在縣務會議中提案，但會中法制單位認為依法不必提經縣務會議，為此游縣長裁示撤銷提案，逕由縣政府依法指定為古蹟。
1998年，由內政部補籌修繕，從該年4月15日起至1999年9月13日為止，計有正殿、東廂房、西廂房、老君壇、功德堂、左後過水廊、右後過水廊、左前過水廊、右前過水廊、後院及龍虎井等，恢復該宮的原始風貌，耗資一千三百多萬元，同月20日舉行入火。
2002年1月19日，舉行岳聖母殿落成及岳聖母神像開光、昇座典禮。同年10月8日，由簡松輝所捐贈的岳母「刺背教忠」石雕像揭幕儀式，由碧霞宮前主任委員李肇基主持，聖母會會長游秀惠等和市長呂國華參加。

## 祭祀活動

### 祭祀神明
岳飛神像最大的那一尊，為建廟時供奉上去的；中間的是神明出巡宣講時用的；最小的則是從杭州岳王廟請來的。該神像並分為帝、王、帥三種造型，分別代表道教敬封的忠孝帝君、死後追封的鄂王、生前的大軍統帥。農曆十二月二十會對主神岳飛舉行封印儀式，經鸞生扶鸞以鸞筆點封「鎮宮三寶印敕令」的三件神器，將岳飛的大印等點封，並將各種廟務報告清冊，於封印典禮結束時一同焚化，代表岳飛返回天庭述職並放假，廟務由守神列位恩師輪值代班守護，直到農曆翌年元月二十日開印。與一般廟宇不同，祈求平安福報的香客少，而是採取志願門生制度，門生在入鸞堂前都必須經過品德審核，以文教界公務人員居多，入堂後再依神論分派扶鸞問乩、宣講善書或誦經法會等義務職。
臺灣日治時期，陳玉衡、魏維錡、陳紹堂等人自碧霞宮迎回呂祖、岳王二恩主公神像至竹山街仔尾菜堂共祀，今為竹山克明宮。
1916年3月25日《臺灣日日新報》對碧霞宮祭典的報導中，提及當時主祀神明為武穆王和五文昌，但戰後時期不見文昌神，而易以太上老君。正殿右廂功德堂除供奉歷代先賢、歷代鸞講生和歷代執事香位，亦懸楊士芳、李望洋的畫像，畫風為祖宗肖像畫傳統。
1955年廟方正堂懸掛「婦女及不潔之身不得進入」的一面小木牌，禁止女性進入，引起宜蘭市婦女會理事長張遠昭等人抗議。不久，該木牌上「婦女」兩字被人揩去，廟方極表憤怒，於是推該廟女信徒林來治、楊平鸞、張根三人出面向市婦女會反抗議，認為應保留婦女二字並自承婦女是不潔的。後來，1965年農曆三月廿六，游張根、游陳食婆、方林環、黃謝無牙、林來治在碧霞宮創立聖母會，祭祀岳飛母親姚太夫人。

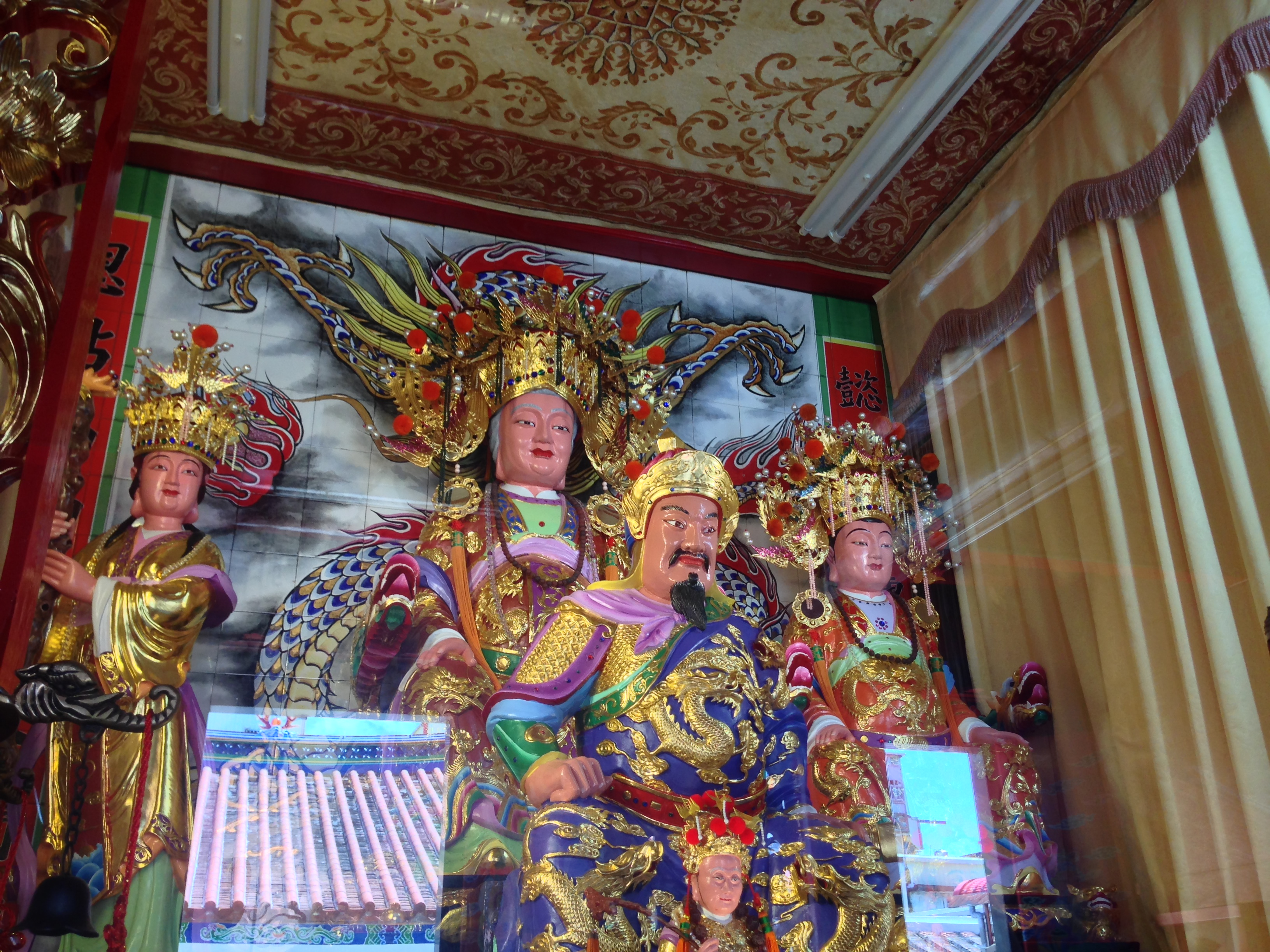
後殿岳母與岳飛神像

聖母殿除祭祀岳母周國夫人外，還祭祀岳飛妻子楚國夫人、岳銀瓶。以農曆三月廿六為姚太夫人歸天日。旁殿則供奉周侗。

### 官方參與
從日治初期開始，碧霞宮便與日本官方維持相當良好的關係，楊士芳、李望洋去世後亦未改變。1909年，此廟的勸善局舉行宣講大會，許多日本官員、公務員和社會菁英來參與此廟活動。廟方也配合臺灣總督府，將以往在農曆燈節舉行的春祭改於新曆日期舉辦。在總督府主導的《臺灣日日新報》中，此廟報導持續刊載於1900至1930年代的漢文版。
戰後時期，國民黨政府對岳飛信仰的重視，使碧霞宮的發展邁入新的階段。1950年，宜蘭縣制設立，隔年祭岳大典則由宜蘭縣長擔任主祭，祭禮參考祭孔、祭天等等儀禮。宜蘭市公所曾在此廟舉行補充兵歡送茶會，並邀入伍壯士的母親參加，由知名人士講解岳母精忠報國故事。
農曆二月十五日岳武穆王誕辰的釋奠大典，皆由縣長主祭，各級民代及機關首長亦會參與，中央並特派祝壽官致祭。像是1953年，岳飛八百五十年誕辰紀念，由縣長盧纘祥上香誦祭，向岳王神像行三跪九叩大禮，並誦經超度陣亡將士及死難同胞，執行並默祝早日反攻大陸作祈禱；1970年，何應欽曾以全國觀光事業協會理事長身分來祭祀，並贊成擴建此廟；1981年祭岳大典，黨國元老陳立夫蒞臨主持；1982年祭岳大典，總統府資政余井塘前往主持；1992年祭岳大典，由國防部長陳履安任祝壽官；2000年，內政部次長林中森擔任祝壽官、副縣長江淳信任正獻官、宜蘭市長呂國華等人擔任分獻官。宜蘭縣團管部司令董世華任糾儀官。

### 祭岳大典
1969年，由時為廟方主事者方坤邕策畫祭岳大典形式，邀請宜蘭市中山國小教師劉淑惠編武舞，自此沿用。祭岳大典分為擂鼓、排班到啟扉、毛血、迎神、進饌、行上香禮、三獻禮，終至撤饌、送神、闔扉、撤班。
首先，大鼓通擂三次，鼓初嚴、鼓再嚴、鼓三嚴後大典展開，由麾生持麾幡、節生持旌節，引導樂、舞、唱生及執事者各就位，糾儀官及正、分獻官也依序就位，接著宜蘭市中山國小學童扮演的岳家軍跳武佾舞。眾人在禮生引領下到盥洗所逐一盥洗，再到主殿、東、西、左、右神案前依古禮行上香禮，其間，鐘鼓齊鳴，中山國小學生或唱歌或跳佾舞。舞生們手持干戈，分別以帶有強烈節奏感的動作，盾牌上舉表示服從與尊敬，側身出擊象徵戰鬥出征，後轉一圈表示東征西討、戰功彪炳，平持武器意謂呈獻等等。三獻禮中，獻官得從主殿繞出去走一圈，之後撰饌前，要唱〈滿江紅〉和〈頌岳武穆王〉。
岳飛廿七世孫岳煒勛、廿八世孫岳峻、三十世孫岳忠瀛也見證大典過。